# Canadian Hot 100
La Canadian Hot 100 és una llista publicada setmanalment per la revista Billboard al Canadà. Va ser inaugurada el 31 de març de 2007, i actualment és la llista musical de referència al Canadà.
La llista combina vendes físiques i digitals amb les reproduccions en línia i les reproduccions en emissores de ràdio.
La primera cançó que va assolir el número #1 de la llista va ser "Girlfriend" d'Avril Lavigne el 31 de març de 2007. Per a la llista de la setmana del 31 de desembre de 2022, la cançó que es troba en la posició número #1 és "All I Want for Christmas Is You", de Mariah Carey.